# 国立远东大学 (1920年)
国立远东大学（羅馬化：Gosudarstvennjy dal'nevostochnjy universitet）是20世纪20年代举办于海参崴境内的一所大学，也是现今远东联邦大学的前身。

## 历史
1920年，远东共和国控制下的滨海边疆区自治局以原海参崴东方学院为基础组建国立远东大学，原东方学院成为国立远东大学东方学系。1930年被苏联最高领导人斯大林下令停办并拆分为数所独立的学校，1956年赫鲁晓夫决定以原国立远东大学为基础重新建立远东国立大学（Дальневосто́чный госуда́рственный университе́т，有时也译作国立远东大学），2011年，远东国立大学与其他几所高校合并为远东联邦大学。

## 下分院系
苏联时期，国立远东大学下辖9个学系，这些学系下辖的部分专业又归属于2个学部，它们分别是：
- 数学系，下设应用数学、数学等专业；
- 地球物理系，下设陆地水文学、海洋学、气象学、地理学等专业；
- 生物—土壤系，下设农业化学及土壤学、生物学等专业；
- 法律系，下设法学等专业；
- 语文系，下设俄罗斯语言及文学、罗曼—日耳曼语言及文学（英语及文学）、新闻学等专业；
- 东方学系，下设东方语言及文学（汉语言文学、日语及文学、朝鲜语及文学）、东方国家学等专业；
- 历史系、物理系、化学系，分别下设历史、物理、化学等专业；
- 夜校部，下辖法学、俄罗斯语言及文学、历史和物理学专业；
- 函授部，下辖陆地水文学、海洋学、气象学、法学、俄罗斯语言及文学、历史、生物学、新闻学和地理学专业。